# Чемпіонат СРСР з хокею із шайбою 1984—1985
39-й чемпіонат СРСР з хокею із шайбою проходив з 25 вересня 1984 по 27 квітня 1985 року. Майже всю першість лідирувало московське «Динамо», але у вирішальному матчі поступилося ЦСКА (1:8). Бронзові нагороди здобув київський «Сокіл».
Найкращим бомбардиром став армієць Сергій Макаров (65 очок), найкращий снайпер — Хельмут Балдеріс (31 закинута шайба).

## Перший етап
| М  | Команда                      | І  | Пер | Н | Пор | ЗШ  | ПШ  | О  |
| -- | ---------------------------- | -- | --- | - | --- | --- | --- | -- |
| 1  | «Динамо» (Москва)            | 22 | 19  | 1 | 2   | 107 | 46  | 39 |
| 2  | ЦСКА (Москва)                | 22 | 16  | 3 | 3   | 115 | 54  | 35 |
| 3  | «Сокіл» (Київ)               | 22 | 12  | 2 | 8   | 78  | 63  | 26 |
| 4  | «Хімік» (Воскресенськ)       | 22 | 11  | 4 | 7   | 74  | 66  | 26 |
| 5  | СКА (Ленінград)              | 22 | 9   | 3 | 10  | 58  | 75  | 21 |
| 6  | «Торпедо» (Горький)          | 22 | 8   | 4 | 10  | 61  | 80  | 20 |
| 7  | «Спартак» (Москва)           | 22 | 8   | 3 | 11  | 67  | 73  | 19 |
| 8  | «Динамо» (Рига)              | 22 | 7   | 5 | 10  | 63  | 71  | 19 |
| 9  | «Іжсталь» (Устинов)          | 22 | 9   | 1 | 12  | 68  | 88  | 19 |
| 10 | «Крила Рад» (Москва)         | 22 | 6   | 4 | 12  | 73  | 96  | 16 |
| 11 | «Трактор» (Челябінськ)       | 22 | 4   | 8 | 10  | 47  | 62  | 16 |
| 12 | «Автомобіліст» (Свердловськ) | 22 | 2   | 4 | 16  | 72  | 109 | 8  |

Скорочення: М = підсумкове місце, І = ігри, Пер = перемоги, Н = нічиї, Пор = поразки, ЗШ = закинуті шайби, ПШ = пропущені шайби, О = набрані очки

## Другий етап
| М | Команда                | І  | Пер | Н | Пор | ЗШ  | ПШ  | О  |
| - | ---------------------- | -- | --- | - | --- | --- | --- | -- |
| 1 | «Динамо» (Москва)      | 36 | 29  | 4 | 3   | 178 | 80  | 62 |
| 2 | ЦСКА (Москва)          | 36 | 28  | 5 | 3   | 194 | 84  | 61 |
| 3 | «Сокіл» (Київ)         | 36 | 18  | 5 | 13  | 134 | 129 | 41 |
| 4 | «Хімік» (Воскресенськ) | 36 | 16  | 6 | 14  | 119 | 125 | 38 |
| 5 | «Торпедо» (Горький)    | 36 | 15  | 7 | 14  | 119 | 123 | 37 |
| 6 | «Спартак» (Москва)     | 36 | 12  | 6 | 18  | 111 | 126 | 30 |
| 7 | СКА (Ленінград)        | 36 | 10  | 4 | 22  | 93  | 145 | 24 |
| 8 | «Динамо» (Рига)        | 36 | 9   | 6 | 21  | 108 | 149 | 24 |

## Третій етап
| М | Команда           | І  | Пер | Н | Пор | ЗШ  | ПШ  | О  |
| - | ----------------- | -- | --- | - | --- | --- | --- | -- |
| 1 | ЦСКА (Москва)     | 40 | 31  | 6 | 3   | 221 | 95  | 68 |
| 2 | «Динамо» (Москва) | 40 | 31  | 5 | 4   | 189 | 95  | 67 |
| 3 | «Сокіл» (Київ)    | 40 | 18  | 5 | 17  | 144 | 151 | 41 |

| М | Команда                | І  | Пер | Н | Пор | ЗШ  | ПШ  | О  |
| - | ---------------------- | -- | --- | - | --- | --- | --- | -- |
| 4 | «Торпедо» (Горький)    | 52 | 23  | 7 | 22  | 165 | 177 | 53 |
| 5 | «Спартак» (Москва)     | 52 | 20  | 9 | 23  | 176 | 180 | 49 |
| 6 | «Хімік» (Воскресенськ) | 52 | 20  | 8 | 24  | 169 | 183 | 48 |
| 7 | «Динамо» (Рига)        | 52 | 18  | 9 | 25  | 170 | 196 | 45 |
| 8 | СКА (Ленінград)        | 52 | 17  | 4 | 31  | 146 | 208 | 38 |

## Перехідний турнір
| М  | Команда                      | І  | Пер | Н  | Пор | ЗШ  | ПШ  | О  |
| -- | ---------------------------- | -- | --- | -- | --- | --- | --- | -- |
| 9  | «Крила Рад» (Москва)         | 50 | 28  | 2  | 20  | 215 | 187 | 58 |
| 10 | «Іжсталь» (Устинов)          | 50 | 26  | 6  | 18  | 179 | 167 | 58 |
| 11 | «Трактор» (Челябінськ)       | 50 | 21  | 10 | 19  | 148 | 133 | 52 |
| 12 | «Автомобіліст» (Свердловськ) | 50 | 18  | 6  | 26  | 190 | 206 | 42 |

| М | Команда                   | І  | Пер | Н  | Пор | ЗШ  | ПШ  | О  |
| - | ------------------------- | -- | --- | -- | --- | --- | --- | -- |
| 1 | «Салават Юлаєв» (Уфа)     | 58 | 30  | 10 | 18  | 230 | 183 | 70 |
| 2 | СК ім. Урицького (Казань) | 58 | 28  | 8  | 22  | 218 | 191 | 64 |
| 3 | «Динамо» (Харків)         | 58 | 28  | 5  | 25  | 243 | 210 | 61 |
| 4 | «Сибір» (Новосибірськ)    | 58 | 27  | 1  | 30  | 233 | 226 | 55 |

## Склади призерів
ЦСКА (Москва):
Воротарі — Олександр Тижних (32 матчі, 73 пропушені шайби), Євген Бєлошейкін (13, 22п).
Захисники — Сергій Бабінов (28, 0), Ірек Гімаєв (39,7), Сергій Гімаєв (21), Олексій Гусаров (36, 3), Володимир Зубков (28, 6), Олексій Касатонов (40, 18), Володимир Константинов (40, 1), Сергій Стариков (40, 3), Ігор Стельнов (40, 1), В'ячеслав Фетісов (20, 13), Олег Посметьєв (3, 0).
Нападники — В'ячеслав Биков (36, 21), Микола Дроздецький (39, 12), Віктор Жлуктов (34,9), Володимир Крутов (40, 23), Ігор Ларіонов (40, 18), Сергій Макаров (40, 26), Сергій Нємчинов (31, 2), Андрій Хомутов (37, 21), Михайло Васильєв (23, 4), Ігор Вязмикін (26, 6), Олександр Герасимов (27, 9), Олександр Зибін (33, 11), Олександр Виноградов (10, 4), Олег Мальцев (10, 0), Олександр Лобанов (8), Олексій Саломатін (7, 0), Леонід Трухно (17, 2), Анатолій Фетісов (8, 0).
Старший тренер — Віктор Тихонов; тренери — Віктор Кузькін, Борис Михайлов.
 «Динамо» (Москва):
Воротарі — Володимир Мишкін (40, 90п), Юрій Нікітін (10, 6п)
Захисники — Зінетула Білялетдінов (36, 4), Юрій Вожаков (39, 3), Віктор Глушенков (39, 2), Олег Микульчик (30, 1), Василь Паюсов (31, 1), Василь Первухін (40, 8), Євген Попихін (33, 1), Михайло Сліпченко (21, 1), Володимир Любкін (2, 0).
Нападники — Анатолій Антипов (29, 4), Михайло Анферов (32, 8), Микола Варянов (40, 14), Володимир Зубрильчев (40, 23), Юрій Леонов (29, 21), Андрій Попугаєв (28, 11), Сергій Свєтлов (36, 15), Анатолій Семенов (30, 17), Володимир Семенов (21, 4), Місхат Фахрутдінов (40, 11), Віктор Шкурдюк (39, 8), Сергій Яшин (40, 15), Микола Борщевський (34, 5), Володимир Голіков (19, 8), Володимир Шашов (11, 4), Ігор Акулінін (3, 0), Андрій Вахрушев (2, 0).
Старший тренер — Юрій Мойсеєв; тренери — Ігор Тузик, Віталій Давидов.
 «Сокіл» (Київ):
Воротарі — Юрій Шундров (39, 120п), Олександр Васильєв (15, 30п).
Захисники — Олег Васюнін (32, 0), Сергій Горбушин (40, 3), Анатолій Доніка (32, 1), Микола Ладигін (39, 3), Олександр Менченков (37, 1), Валерій Сидоров (32, 1), Михайло Татаринов (34, 3), Валерій Ширяєв (36, 2), Вадим Буценко (3, 0).
Нападники — Володимир Голубович (38, 10), Сергій Давидов (40, 14), Анатолій Дьомін (37, 10), Володимир Єловиков (36, 2), Олег Ісламов (31, 4), Олександр Куликов (40, 6), Микола Наріманов (40, 26), Андрій Овчинников (38, 4), Анатолій Степанищев (39, 8), Євген Шастін (39, 12), Сергій Земченко (35, 6), Раміль Юлдашев (40, 21), Андрій Земко (13, 2), Олег Синьков (14, 5).
Старший тренер — Анатолій Богданов; тренери — Броніслав Самович, Олександр Фадєєв.
Примітка: Курсивом написані імена та прізвица спортсменів, які провели менше половини матчів від загальної кількості і не отримали медалі.

## Найкращі бомбардири
По системі «гол плюс пас»:
| Гравець              | Команда                | Г  | П  | О  |
| -------------------- | ---------------------- | -- | -- | -- |
| Сергій Макаров       | ЦСКА (Москва)          | 26 | 39 | 65 |
| Володимир Крутов     | ЦСКА (Москва)          | 23 | 30 | 53 |
| Хельмут Балдеріс     | «Динамо» (Рига)        | 31 | 20 | 51 |
| Володимир Зубрильчев | «Динамо» (Москва)      | 23 | 24 | 47 |
| Ігор Ларіонов        | ЦСКА (Москва)          | 18 | 28 | 46 |
| Сергій Абрамов       | «Іжсталь» (Устинов)    | 16 | 23 | 39 |
| Віктор Шалімов       | «Спартак» (Москва)     | 16 | 22 | 38 |
| Сергій Шепелєв       | «Спартак» (Москва)     | 21 | 16 | 37 |
| Олексій Касатонов    | ЦСКА (Москва)          | 18 | 18 | 36 |
| Валерій Брагін       | «Хімік» (Воскресенськ) | 14 | 22 | 36 |
| В'ячеслав Биков      | ЦСКА (Москва)          | 21 | 14 | 35 |
| Сергій Яшин          | «Динамо» (Москва)      | 15 | 20 | 35 |
| Олексій Фроліков     | «Динамо» (Рига)        | 13 | 22 | 35 |
| Андрій Хомутов       | ЦСКА (Москва)          | 21 | 13 | 34 |
| Сергій Карпов        | «Хімік» (Воскресенськ) | 11 | 22 | 33 |
| Олександр Веселов    | «Іжсталь» (Устинов)    | 22 | 10 | 32 |
| Сергій Тепляков      | СКА (Ленінград)        | 15 | 17 | 32 |
| Микола Наріманов     | «Сокіл» (Київ)         | 26 | 5  | 31 |
| Раміль Юлдашев       | «Сокіл» (Київ)         | 21 | 10 | 31 |
| Юрій Леонов          | «Динамо» (Москва)      | 21 | 9  | 30 |

По закинутих шайбах:
31 — Хельмут Балдеріс («Динамо» Р)
26 — Сергій Макаров (ЦСКА)
26 — Микола Наріманов («Сокіл»)
23 — Володимир Зубрильчев («Динамо» М)
23 — Володимир Крутов (ЦСКА)
22 — Олександр Веселов («Іжсталь»)
21 — В'ячеслав Биков (ЦСКА)
21 — Михайло Варнаков («Торпедо»)
21 — Юрій Леонов («Динамо» М)
21 — Андрій Хомутов (ЦСКА)
21 — Сергій Шепелєв («Спартак»)
21 — Раміль Юлдашев («Сокіл»)
19 — Віктор Доброхотов («Торпедо»)
18 — Олексій Касатонов (ЦСКА)
18 — Олександр Кожевников («Спартак»)
18 — Ігор Ларіонов (ЦСКА)
18 — Ігор Мишуков («Хімік»)
17 — Анатолій Семенов («Динамо» М)
16 — Сергій Абрамов («Іжсталь»)
16 — Євген Кудімов («Торпедо»)
16 — Василь Татаринов («Автомобіліст»)
16 — Віктор Шалімов («Спартак»)
15 — Ігор Баженов («Хімік»)
15 — Віктор Крутов («Хімік»)
15 — Сергій Свєтлов («Динамо» М)
15 — Сергій Тепляков (СКА)
15 — Сергій Яшин («Динамо» М)
14 — Андрій Андрєєв (СКА)
14 — Валерій Брагін («Хімік»)
14 — Микола Варянов («Динамо» М)
14 — Ігор Власов (СКА)
14 — Сергій Давидов («Сокіл»)
14 — Олег Знарок («Динамо» Р)
14 — Володимир Ковін («Торпедо»)
14 — Сергій Лапшин (СКА)
14 — Петро Природін («Динамо» Р)
14 — Сергій Пряхін («Крила Рад»)
13 — Андрій Ломакін («Хімік»)
13 — В'ячеслав Фетісов (ЦСКА)
13 — Олексій Фроліков («Динамо» Р)
13 — Сергій Цвєтков (СКА)
12 — Іван Авдєєв («Крила Рад»)
12 — Сергій Варнавський («Спартак»)
12 — Олександр Глазков («Трактор»)
12 — Микола Дроздецький (ЦСКА)
12 — Сергій Єганов («Торпедо»)
12 — В'ячеслав Лавров (СКА)
12 — Євген Семеряк («Динамо» Р)
12 — Сергій Харін («Крила Рад»)
12 — Євген Чижмін («Крила Рад»)
12 — Євген Шастін («Сокіл»)

## Сто бомбардирів
По завершенні сезону до списку ста найкращих бомбардирів радянського хокею увійшли Сергій Шепелєв і Олексій Фроліков (натомість залишили хокеїсти, які закинули по 135 шайб — Володимир Новожилов, Юрій Баулін, Валерій Нікітін, Ігор Самочорнов). Свої показники поліпшили близько двох десятків хокеїстів. Продовжує стрімке просування у цій класифікації Сергій Макаров. Нижня межа списку складає 136 закинутих шайб.
1. Борис Михайлов — 428
2. В'ячеслав Старшинов — 404
3. Олексій Гуришев — 379
4. Володимир Петров — 370
5. Веніамін Александров — 345
6. Анатолій Фірсов — 339
7. Олександр Якушев — 339
8. Хельмут Балдеріс — 333
9. Олександр Мальцев — 330
10. Віктор Циплаков — 304
11. Валерій Харламов — 293
12. Віктор Шалімов — 293
13. Володимир Вікулов — 282
14. Валентин Козін[ru] — 274
15. Сергій Капустін — 253
16. Володимир Гребенников[ru] — 252
17. Борис Майоров[ru] — 252
18. Всеволод Бобров — 243
19. Володимир Юрзінов — 241
20. Петро Природін[ru] — 235
21. Євген Грошев — 234
22. Сергій Макаров — 227
23. Олександр Голиков — 225
24. Віктор Шувалов — 220
25. Валерій Бєлоусов — 218
26. Олександр Федотов[ru] — 215
27. Валентин Панюхін[ru] — 214[5]
28. Костянтин Локтєв — 213
29. Володимир Шадрін — 213
30. Олександр Альметов — 211
31. Олександр Мартинюк[en] — 211
32. Олексій Мішин[ru] — 211[6]
33. Олександр Скворцов — 208
34. Віктор Шевелєв — 207[7]
35. Олександр Бодунов[ru] — 206
36. Михайло Бичков — 203
37. Петро Андрєєв — 202
38. Микола Дроздецький — 201
39. Олександр Уваров — 198
40. Володимир Васильєв[ru] — 198
41. Віктор Жлуктов — 198
42. Юрій Парамошкін[ru] — 195
43. Беляй Бекяшев[ru] — 194
44. Юрій Мойсеєв — 193
45. Володимир Крутов — 192
46. Валентин Гурєєв[ru] — 190[8]
47. Ігор Чистовський[ru] — 187
48. Анатолій Мотовилов — 187
49. Євген Зимін — 184
50. Анатолій Картаєв[ru] — 184[9]
51. Володимир Кисельов[ru] — 184
52. Валерій Фоменков[ru] — 183[10]
53. В'ячеслав Анісін — 182
54. Віктор Якушев — 182
55. Юрій Лебедєв[ru] — 181
56. Євген Мишаков[ru] — 181
57. Сергій Котов[ru] — 177
58. Олександр Кожевников — 177
59. Олег Короленко[ru] — 174
60. Володимир Голиков — 172
61. Станіслав Петухов[ru] — 171
62. Віталій Стаїн[ru] — 171[11]
63. Юрій Морозов[ru] — 170
64. Юрій Репс — 170
65. Віктор Доброхотов — 168[12]
66. Віктор Крутов — 167[13]
67. Михайло Варнаков[ru] — 163
68. Віктор Пряжников[ru] — 162
69. Валентин Чистов — 162
70. Сергій Солодухін[ru] — 160
71. Євген Шигонцев[ru] — 160[14]
72. В'ячеслав Солодухін[ru] — 156
73. Сергій Шепелєв[en] — 155
74. Олександр Волчков[ru] — 155
75. Юрій Глазов — 155[15]
76. Віктор Полупанов[ru] — 154
77. Володимир Расько[ru] — 154[16]
78. Юрій Волков[ru] — 152
79. Володимир Ковін — 151
80. Аркадій Рудаков[ru] — 151[17]
81. Володимир Лаврентьєв[ru] — 151
82. Валентин Кузін — 150
83. Микола Хлистов — 149
84. Дмитро Копченов — 148[18]
85. Микола Шорін — 148[19]
86. Володимир Погребняк — 147[20]
87. Юрій Савцилло — 147[21]
88. Володимир Брунов[ru] — 145
89. Леонід Волков — 145
90. Франц Лапін — 144[22]
91. Віктор Кунгурцев — 143[23]
92. Микола Бец — 142[24]
93. Віктор Жучок[ru] — 142[25]
94. Олексій Фроліков — 141
95. Євген Бабич — 140
96. Володимир Дев'ятов[ru] — 140[26]
97. Микола Снєтков[ru] — 140
98. Анатолій Іонов — 139
99. Сергій Мітін[ru] — 139[27]
100. Юрій Крилов — 136